# Friedrich Wilhelm von Rauch (General, 1790)

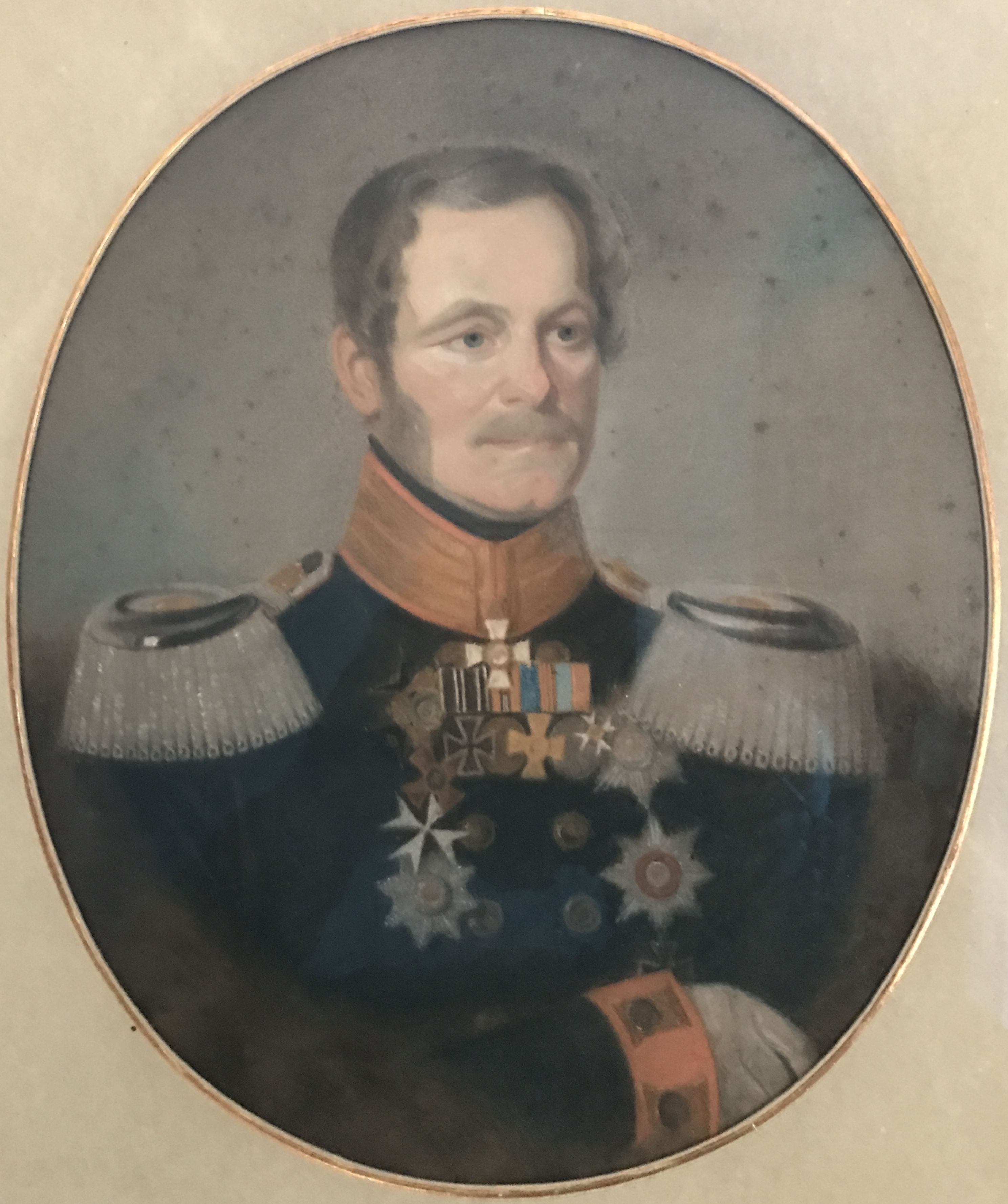
Generalleutnant Friedrich Wilhelm von Rauch, Pastellskizze aus der Schule Franz Krügers, 1848

Friedrich Wilhelm von Rauch (* 15. März 1790 in Potsdam; † 9. Juni 1850 in Berlin) war preußischer Generalleutnant, Generaladjutant König Friedrich Wilhelms IV. und preußischer Militärbevollmächtigter am russischen Hof unter Zar Nikolaus I.

## Leben

### Herkunft und Kindheit in Potsdam
Friedrich Wilhelm von Rauch war der Sohn des preußischen Generalmajors und Ingenieuroffiziers Bonaventura von Rauch (1740–1814), des Direktors der königlichen Ingenieurakademie in Potsdam, und dessen Ehefrau Johanna, geborene Bandel (1752–1828). Er war ein Patensohn von König Friedrich Wilhelm II. von Preußen.
Rauchs früh verwaister Vater, laut Taufregister wohl Lehrersohn aus Peterskirchen im bayerischen Chiemgau, hatte zunächst eine Jesuitenschule bei Altötting besucht. Dessen ausgeprägte mathematisch-technische Begabung, pädagogisches Talent und fürstliche Empfehlungen ließen später König Friedrich den Großen auf ihn aufmerksam werden. Nach Übertritt aus braunschweigischen Diensten zur preußischen Armee 1777 machte Rauch Karriere und stieg bis zum Generalmajor auf. Mit dem Wechsel nach Preußen hat er – wie dann auch seine Nachkommen in der Familie Rauch – das Adelsprädikat unbeanstandet geführt. Umso tiefer war 1806 der Fall Bonaventura von Rauchs, als dieser in seiner Verwendung als Vizekommandant der Festung Stettin zustimmte, sie den französischen Truppen kampflos zu übergeben. Rauchs Vater wurde dafür ohne Abschied aus der Armee entlassen und zu lebenslangem Arrest in der Festung bzw. Stadt Spandau verurteilt. Friedrich Wilhelm von Rauchs Mutter entstammte einer ursprünglich im Anhaltischen und Braunschweigischen beheimateten Domänenpächter- und Landwirtsfamilie aus Kunow bzw. Wildenbruch.
Rauch wuchs im Potsdamer Kabinetthaus am Neuen Markt 1 in der Dienstwohnung seines Vaters auf. Das Kabinetthaus diente einst dem preußischen Kronprinzen als Residenz und war seit 1788 Sitz der Ingenieurakademie. Rauchs Potsdamer Kindheit und Jugend spielte sich damit in der unmittelbaren Nachbarschaft zum königlichen Stadtschloss sowie zum Regiment Garde mit der zugehörigen Kaserne in der Priesterstraße, der heutigen Henning-von-Tresckow-Straße ab.
Rauch war das zehnte der zwölf Kinder des Ehepaars Bonaventura und Johanna von Rauch. Zu seinen Brüdern zählten der preußische Kriegsminister und General der Infanterie Gustav von Rauch (1774–1841) und der Generalmajor Leopold von Rauch (1787–1860), Direktor der preußischen Kriegsakademie in Berlin. Seine Schwestern waren u. a. Charlotte (erste Ehefrau von Levin Friedrich von Bismarck, preußischer Regierungspräsident und Ehrenbürger von Magdeburg), Friederike (verheiratet mit dem Generalmajor Heinrich von Knobelsdorff, Inspekteur der preußischen Gardekavallerie) und Cecilie von Rauch (Ehefrau von Gustav Freiherr von Maltzahn Graf von Plessen, Majoratsherr auf Ivenack in Mecklenburg und Oberstleutnant im Regiment der Gardes du Corps).

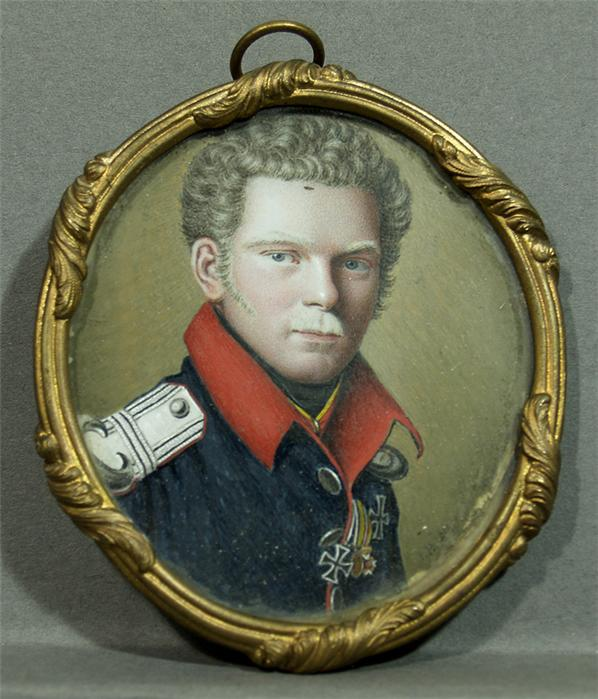
Friedrich Wilhelm von Rauch als Sekondeleutnant und Adjutant der Garde-Brigade, Bildnisminiatur von Johann Heusinger (1813)

### Ingenieurakademie und Garde-Regiment
Wie sein Vater und seine älteren Brüder trat Rauch – 13-jährig – zunächst in das preußische Ingenieurkorps ein, und zwar als Eleve an der von seinem Vater geführten Potsdamer Ingenieurakademie. Nur kurze Zeit später zog es ihn jedoch zum Regiment Garde, in das er am 1. Juli 1804 als Gefreiterkorporal wechseln konnte. Rauch nahm als Angehöriger des Garderegiments an den kriegerischen Auseinandersetzungen seiner Zeit teil, so 1806 an der Belagerung von Spandau. 1807 avancierte er in Memel zum Fähnrich. Ebenfalls noch im Jahr 1807 erhielt er seine Beförderung zum Sekondeleutnant mit Patent vom 24. August 1806. Über den jungen Rauch hält sein Regimentskommandeur in einer Beurteilung fest: „Seine Dienstverrichtungen werden ihm bei seinem besonders hellen Verstande, verbunden mit militärischen Kenntnissen, sehr leicht. Bei etwas mehr Anstrengung würde er viel leisten.“
Gegen Ende des Jahres 1812 fiel die Wahl auf Rauch, als die Adjutantenstelle beim Kommandeur der Garde-Brigade, dem Oberst und späteren Generalleutnant Johann Friedrich Karl von Alvensleben, neu zu besetzen war. Seit 1813 Premierleutnant, nahm er an der Seite seines Brigadekommandeurs, der zu den herausragenden preußischen Heerführern der Befreiungskriege gehörte, an der Schlacht bei Großgörschen teil und wurde mit dem Eiserne Kreuz II. Klasse ausgezeichnet. Und ebenso folgte Rauch Alvensleben in die Schlacht bei Bautzen, in die Völkerschlacht bei Leipzig und die Schlacht bei Paris. Nach der Leipziger Völkerschlacht erhielt er das Eiserne Kreuz I. Klasse, den Orden der Heiligen Anna II. Klasse und das Ritterkreuz des Militär-Karl-Friedrich-Verdienstordens. 1814 wurde er zum Stabskapitän im 1. Garde-Regiment zu Fuß befördert und avancierte 1815 zum Kapitän und Kompaniechef. Anfang November 1821 stieg Rauch zum Major und Kommandeur des Lehr-Infanterie-Bataillons auf, dessen Potsdamer Quartier sich in den Communs gegenüber dem Neuen Palais befand. Dabei wurde er gleichzeitig dem 1. Garde-Regiment zu Fuß aggregiert. Ende März 1826 folgte seine Versetzung zum Garde-Reserve-Infanterie-Landwehrregiment ebenfalls in Potsdam.

### Flügeladjutant und Militärbevollmächtigter in St. Petersburg
Mit dem Jahr 1829 endete für Friedrich Wilhelm von Rauch die Zeit in der Garde. Nachdem ihn König Friedrich Wilhelm III. zu seinem Flügeladjutanten ernannt hatte, tat Rauch bis zu seinem Tod 1850 ausschließlich Dienst im direkten Umfeld der preußischen Könige bzw. des russischen Zaren.
Zunächst blieb er am königlichen Hof in Potsdam und erhielt Ende Dezember 1832 als russische Auszeichnung den Orden der Heiligen Anna II. Klasse mit Brillanten. 1833 wurde Rauch – unter Beförderung zum Oberstleutnant und Beibehaltung seines Postens als königlicher Flügeladjutant – preußischer Militärbevollmächtigter in St. Petersburg und Zar Nikolaus I. zugeteilt. Nikolaus I. hatte 1817 Charlotte von Preußen, eine Tochter König Friedrich Wilhelms III., geheiratet. Damit war Rauch am Hof des Schwiegersohns seines Königs eine besondere Vertrauensstellung übertragen.
1834 ehrte ihn der Zar durch die Verleihung des Ordens des Heiligen Wladimir III. Klasse. Der preußische König bestätigte Rauchs Stellung in St. Petersburg 1835. In diesem Jahr erhielt er ein Geschenk von 2000 Talern, um sich in der teueren russischen Hauptstadt einrichten zu können. Im März 1835 zum Oberst befördert, war Rauch an erster Stelle mit den Planungen und Vorbereitungen für die große Revue von Kalisch befasst, die im September 1835 als Ausdruck enger Bande zwischen Preußen und Russland 60.000 Soldaten in einem gemeinsamen Manöver beider Armeen zusammenführte. Rauch wurde dafür im selben Jahr mit dem Sankt-Stanislaus-Orden II. Klasse sowie dem Kommandeurskreuz I. Klasse des Großherzoglich Hessischen Ludwigsordens ausgezeichnet. Der persische Sonnen- und Löwenorden II. Klasse mit Brillanten wurde Rauch 1838 verliehen. 1839 erhielt Rauch den Auftrag, als Geschenk Friedrich Wilhelms III. dem Zaren die von Christian Daniel Rauch gefertigte Büste des russischen Herrschers feierlich zu überreichen.
König Friedrich Wilhelm III. sprach Rauch wiederholt Anerkennung aus für sein Wirken am Petersburger Zarenhof und seine Verdienste um die Beziehungen sowohl zwischen Preußen und Russland als auch zwischen den verwandtschaftlich eng verbundenen Herrscherhäusern der Hohenzollern und der Romanow. Mit seinem unmittelbaren Zugang zum preußischen König wie zum russischen Zaren nahm Rauch eine singuläre Position ein, die für den preußischen Gesandten in St. Petersburg nicht erreichbar war.

### Vertrauter und Generaladjutant König Friedrich Wilhelms IV.
Als Friedrich Wilhelm IV. 1840 preußischer König und Nachfolger seines Vaters Friedrich Wilhelm III. wurde, erschien ihm Rauchs Stellung am russischen Zarenhof unentbehrlich. Der neue König schätzte Rauch persönlich sehr und versprach sich über ihn auch künftig einen guten Zugang zu Nikolaus I. Friedrich Wilhelm IV. beließ deshalb Rauch in seiner militär- und dynastiepolitisch einflussreichen Doppelstellung als königlicher Flügeladjutant bzw. Militärbevollmächtigter in St. Petersburg. Der König beförderte ihn wenige Monate nach Regentschaftsübernahme zum Generalmajor à la suite. 1843 ernannte er Rauch zu dessen Generaladjutanten, wobei er ihn wie bisher seinen Aufgaben an der Nahtstelle zu Zar Nikolaus I. nachgehen ließ.
Friedrich Wilhelm von Rauch genoss das besondere Vertrauen Friedrich Wilhelms IV. und dessen Frau, der Königin Elisabeth. Daraus entwickelte sich seine führende Rolle in der Hofkamarilla, mit der sich der preußische König umgab. Obwohl grundsätzlich weiterhin auf Posten in St. Petersburg, blieb Rauch von März bis September 1848 in der Nähe Friedrich Wilhelms IV. und hielt sich zu diesem Zweck in Berlin bzw. Potsdam auf. Den preußischen König begleitete Rauch auf dessen Bitte am 21. März 1848 bei dem Umritt, den dieser durch die Straßen und über die Plätze Berlins unter schwarz-rot-goldenem Banner durchführte. 1849 brachte Friedrich Wilhelm IV. gegenüber General Leopold von Gerlach und Otto von Bismarck zum Ausdruck, wie sehr ihn die Persönlichkeit Rauchs überzeugt hatte: „Suchen Sie nicht Extraordinaires an StaatsWeisheit – Klugheit – Geriebenheit etc. in ihm; nicht den Russen aus Neigung, nicht den Aristocraten aus Blut, sondern allein den Potsdammer Offizier, d.h., den ächten aus Ehrgefühl uneigennützigen Edelmann, den Preußen vom Kopf bis zum Fuß.“
Im Mai 1848 war Friedrich Wilhelm von Rauch durch den König zum Generalleutnant befördert und im November 1848 mit dem Stern zum Roten Adlerorden II. Klasse mit Eichenlaub ausgezeichnet worden. Auch Zar Nikolaus I. würdigte Rauch, der auch Rechtsritter des Johanniterordens war, indem er ihm am 16. März 1850 den Alexander-Newski-Orden verlieh.
Friedrich Wilhelm IV. stellte Rauch und seiner Familie 1848 eine Wohnung im Neuen Palais in Potsdam zur Verfügung, anschließend im Gutshaus Steglitz.
Am 9. Juni 1850 starb Rauch in Berlin. Als Generaladjutant beim preußischen König folgte ihm General Leopold von Gerlach, als Militärbevollmächtigter bei Nikolaus I. in St. Petersburg General Hugo Graf zu Münster-Meinhövel am 20. August 1850.

### Familie

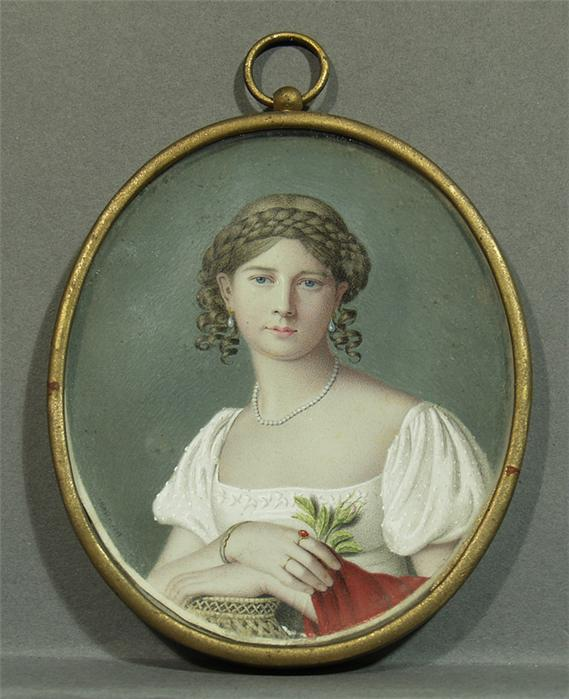
Laurette von Rauch geb. Gräfin von Moltke (1790–1864), 1812
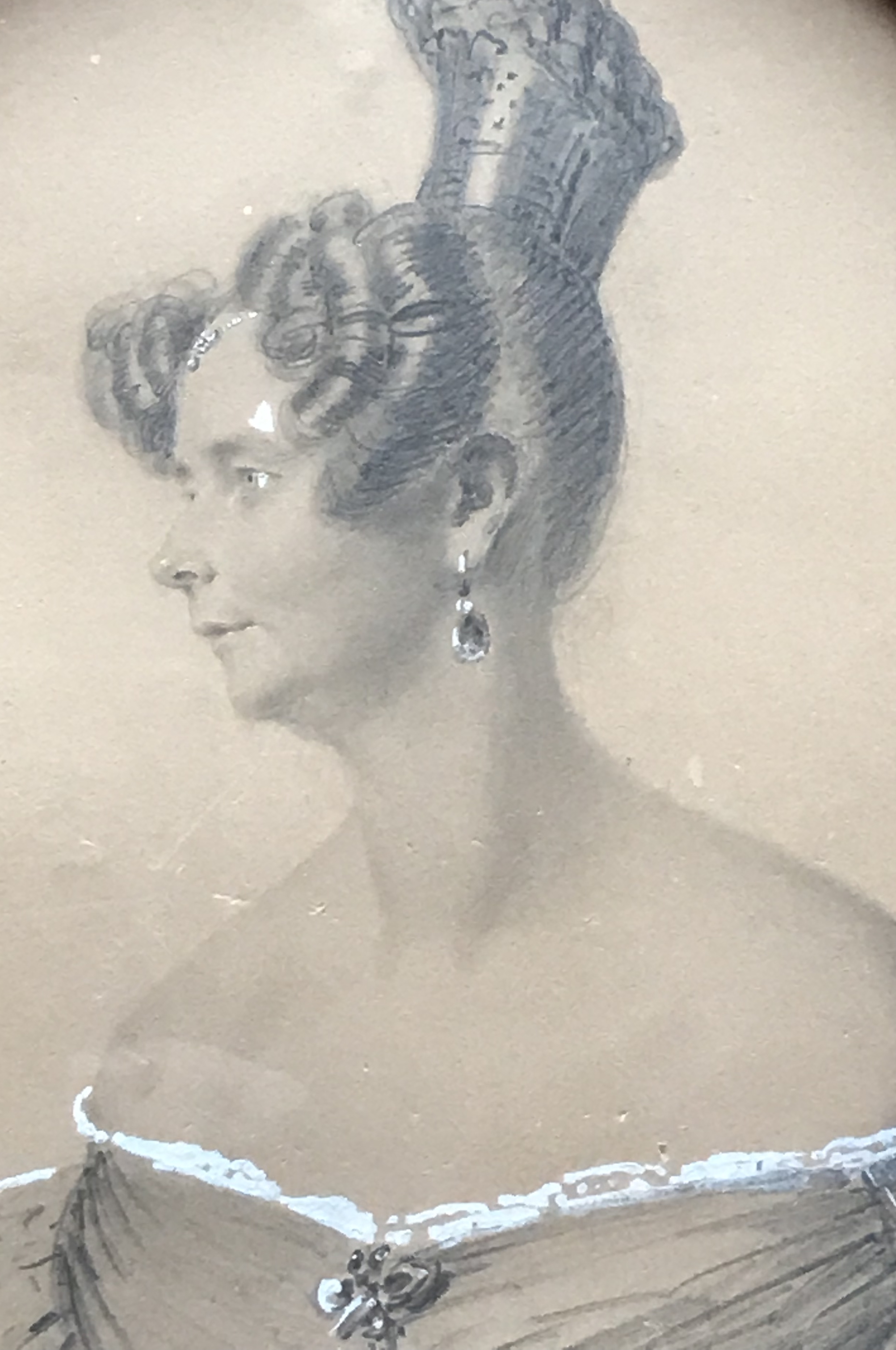
Laurette von Rauch geb. Gräfin von Moltke (1790–1864), 1834
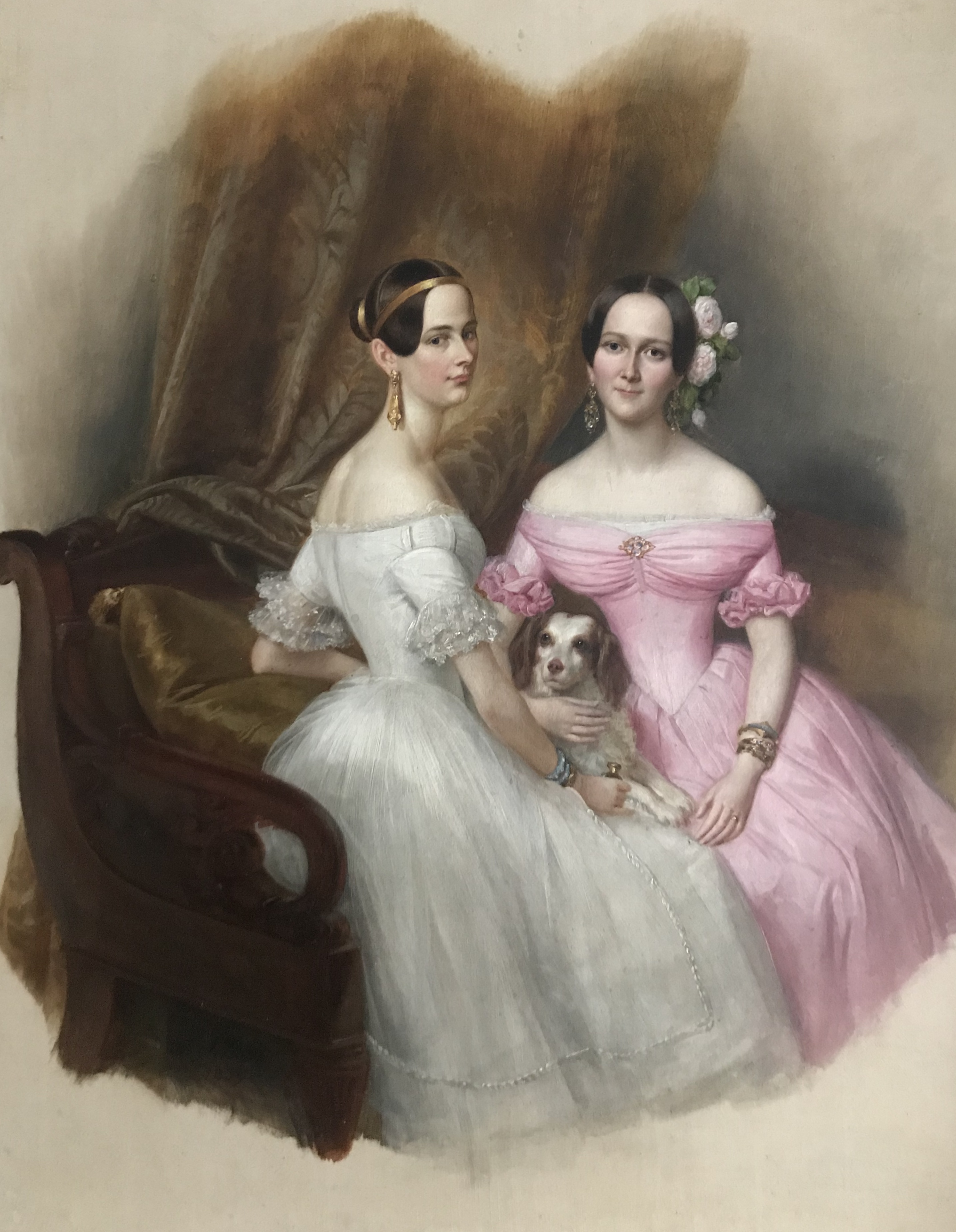
Die Hofdamen Elise (1820–1908) und Blanka von Rauch (1817–1905)
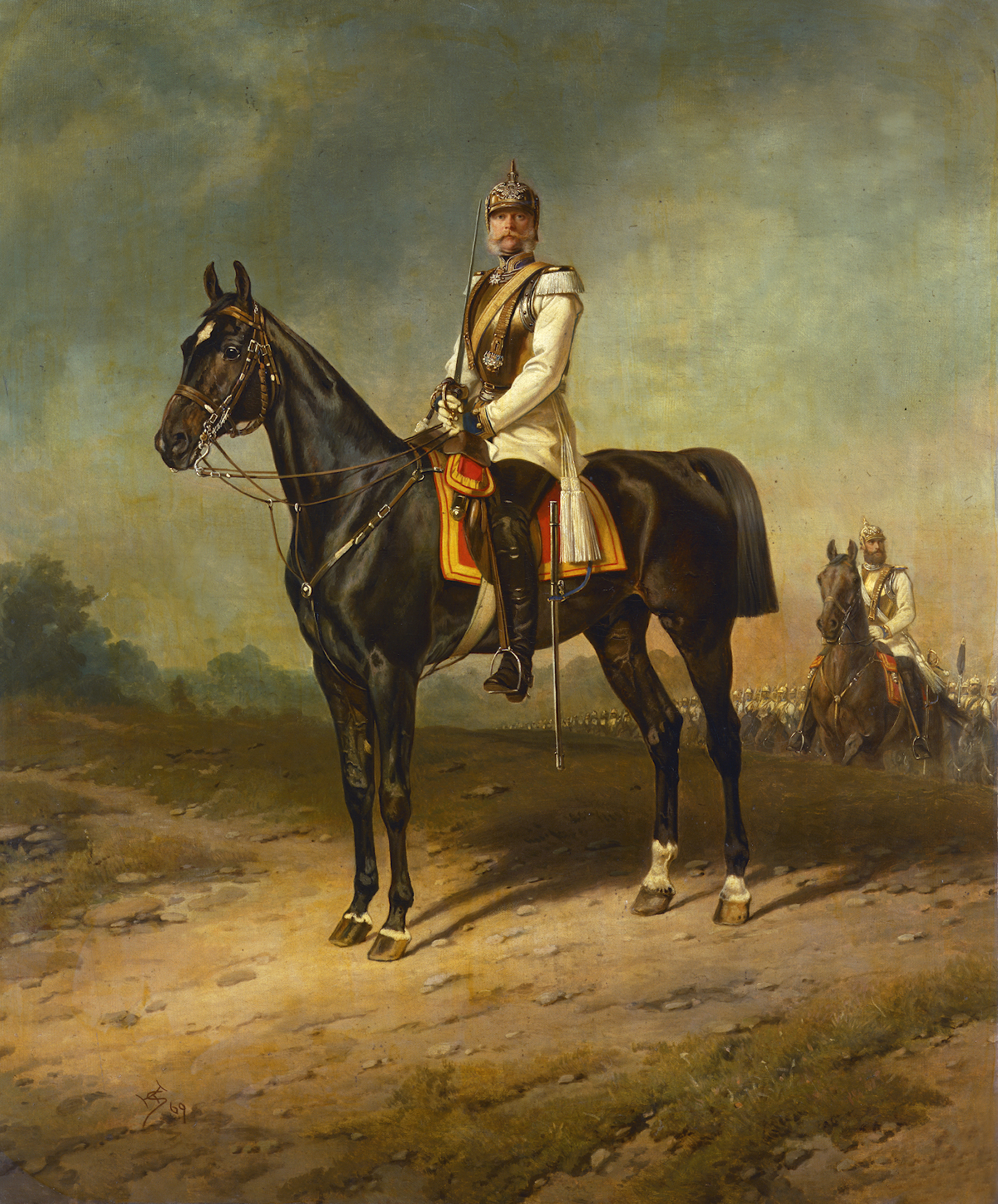
General der Kavallerie Alfred Bonaventura von Rauch (1824–1900)
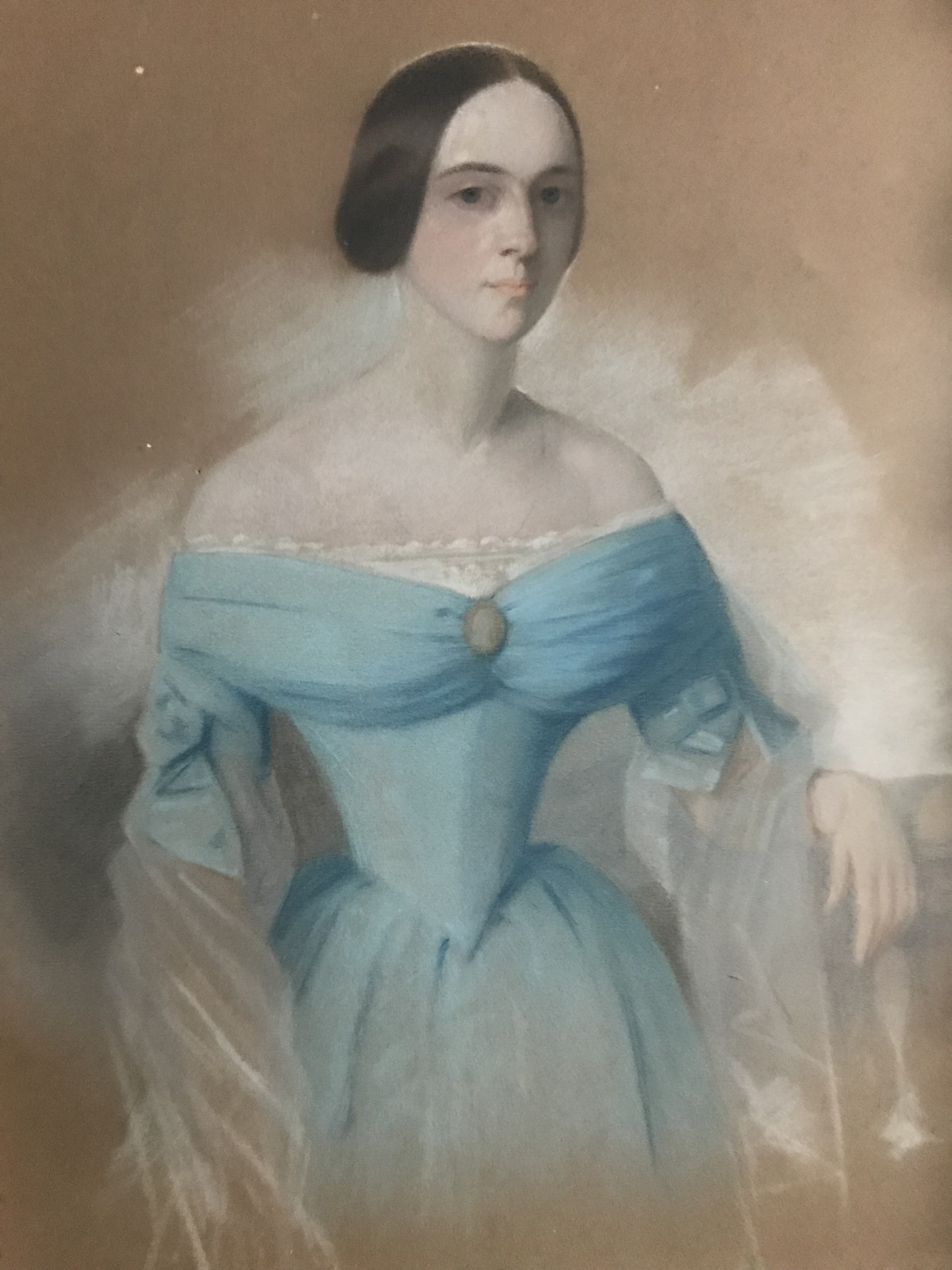
Amélie von Rauch (1825–1850)
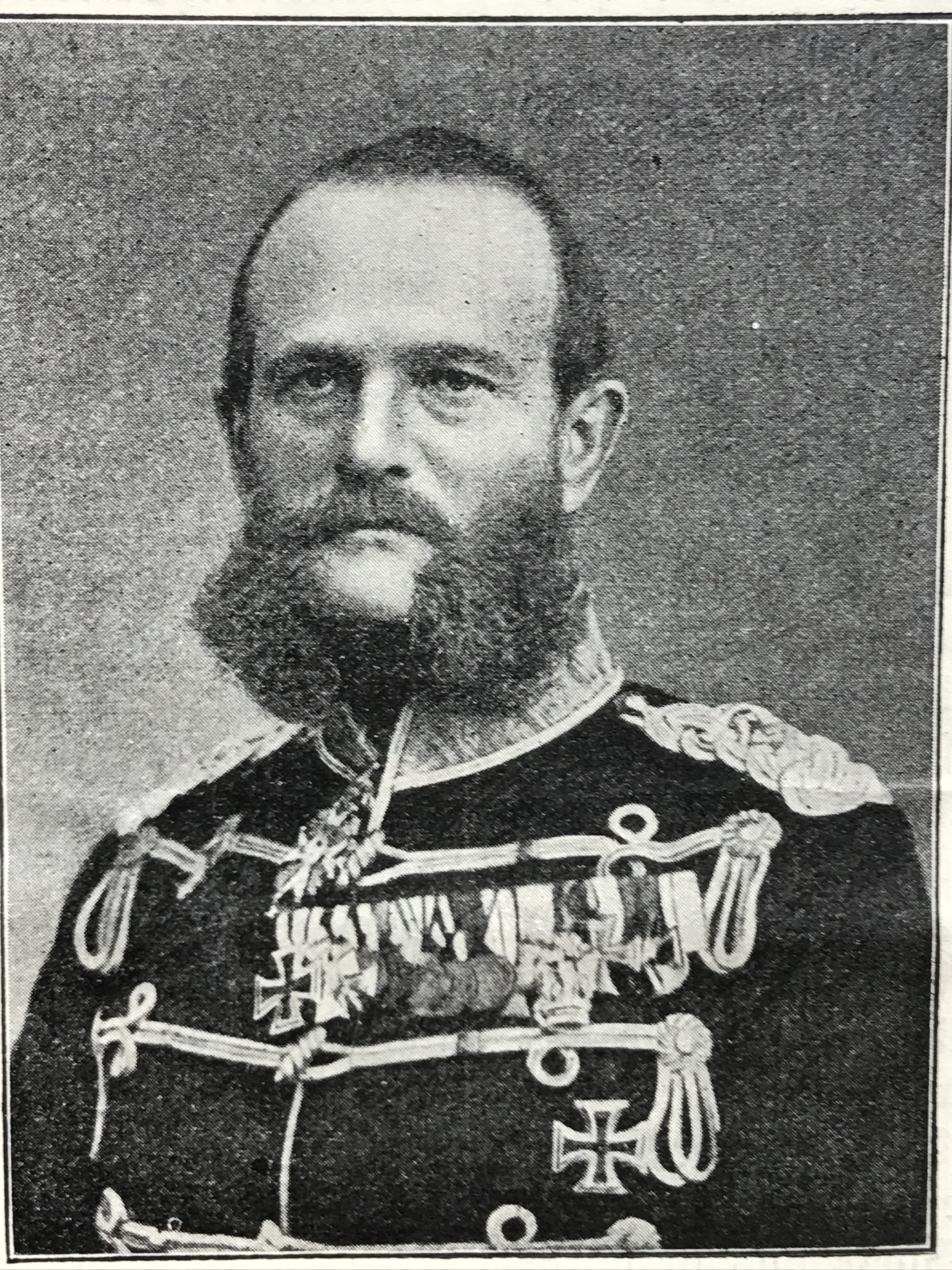
Generalleutnant Friedrich Wilhelm von Rauch (1827–1907)

Rauch vermählte sich 1816 mit Laurette Reichsgräfin von Moltke aus dem Hause Wolde (1790–1864). Ihr Vater war Friedrich Detlev Reichsgraf von Moltke, Oberjägermeister von König Friedrich Wilhelm III. von Preußen sowie Besitzer von Wolde und der Rittergüter Walkendorf und Schorssow. Dessen zweite Ehefrau Eleonore, geborene von Prittwitz (1763–1829), war ihre Mutter. Ihr Großvater mütterlicherseits, der preußische General der Kavallerie Joachim Bernhard von Prittwitz, hatte König Friedrich den Großen 1759 in der Schlacht von Kunersdorf vor dem Tod, zumindest vor Gefangenschaft bewahrt.
Aus der Ehe von Friedrich Wilhelm und Laurette von Rauch gingen folgende Kinder hervor:
- Blanka (1817–1905), Hofdame von Prinzessin Marie von Preußen[11][12]

⚭ I 1843 Roderich Freiherr Spiegel von und zu Peckelsheim (1817–1852), preußischer Rittmeister im Regiment der Gardes du Corps
⚭ II 1854 Wilhelm von Schönermarck († 1878), preußischer Oberst
- Elisabeth (Elise) (1820–1909), Hofdame von Zarin Alexandra Fjodorowna[14] ⚭ 1855[15] Paul Graf von Fersen (1800–1884), verheiratet in 1. Ehe mit Olga Gräfin von Stroganow († 1838), russischer Rittmeister und Oberjägermeister von Zar Alexander II., Besitzer des Gutes Ollustfer[16]
- Marie (1823–1855)
- Alfred Bonaventura (1824–1900), Leibpage von König Friedrich Wilhelm IV.[17], preußischer General der Kavallerie und Generaladjutant der Deutschen Kaiser ⚭ 1851 Elisabeth Gräfin von Brühl (1827–1901), Hofdame von Königin Elisabeth Ludovika von Preußen, Tochter des Generalintendanten der königlichen Schauspiele und Museen in Berlin Karl Graf von Brühl, Besitzer von Schloss und Gut Seifersdorf bei Dresden, und seiner Ehefrau Jenny, geborene von Pourtalès
- Amélie (1825–1850), gehörte dem Freundeskreis von Großherzog Friedrich Franz II. von Mecklenburg-Schwerin an
- Friedrich Wilhelm (1827–1907), preußischer Generalleutnant und Kommandeur der 14. Kavallerie-Brigade ⚭ 1863 Katharina von Behr-Negendank (1842–1897), Tochter des Kammerherrn Hermann von Behr-Negendank, Fideikommissherr auf Torgelow, Passow, Neverin, Kavelsdorf und Ravenhorst und der Antonie von Renthe-Fink
- Egmont (1829–1875), preußischer Oberst und Kommandeur des Brandenburgischen Husaren-Regiments (Zietensche Husaren) Nr. 3 ⚭ 1857 Louise von Schierstaedt (1838–1905), Tochter des Hermann von Schierstaedt, Fideikommissherr auf Dahlen, und seiner Ehefrau Fatime, geborene von Zychlinski.

Der russische Generalmajor Nikolai Graf von Fersen (1858–1921) und der preußische General der Kavallerie Friedrich von Rauch (1855–1935) waren Enkel von Friedrich Wilhelm und Laurette von Rauch. Ihre Enkelin Alexandra Gräfin von Fersen (1856–1940), Hoffräulein der Zarin Maria Alexandrowna von Russland, war mit dem sächsischen General der Kavallerie Hermann von Broizem (1850–1918) verheiratet.

## Grabmonument auf dem Berliner Invalidenfriedhof
Rauch fand auf dem Berliner Invalidenfriedhof in unmittelbarer Nähe seines 1841 verstorbenen Bruders, des preußischen Kriegsministers Gustav von Rauch, seine letzte Ruhestätte. Sein Grabmonument stiftete König Friedrich Wilhelm IV. und beteiligte sich vermutlich eigenhändig am Entwurf. Mit der Ausführung betraute der König Hofarchitekt Friedrich August Stüler, der sich dabei wohl an Schinkels Grabmal für den Althistoriker Barthold Georg Niebuhr auf dem Alten Friedhof in Bonn orientierte, ebenfalls eine Stiftung Friedrich Wilhelms IV. Der preußische König würdigte Rauch, seinen Vertrauten, mit einer Widmungstafel am Sockel des Grabmals, die die Inschrift trägt: „Dem treuen Freunde und tapferen Krieger – Friedrich Wilhelm IV.,1850.“

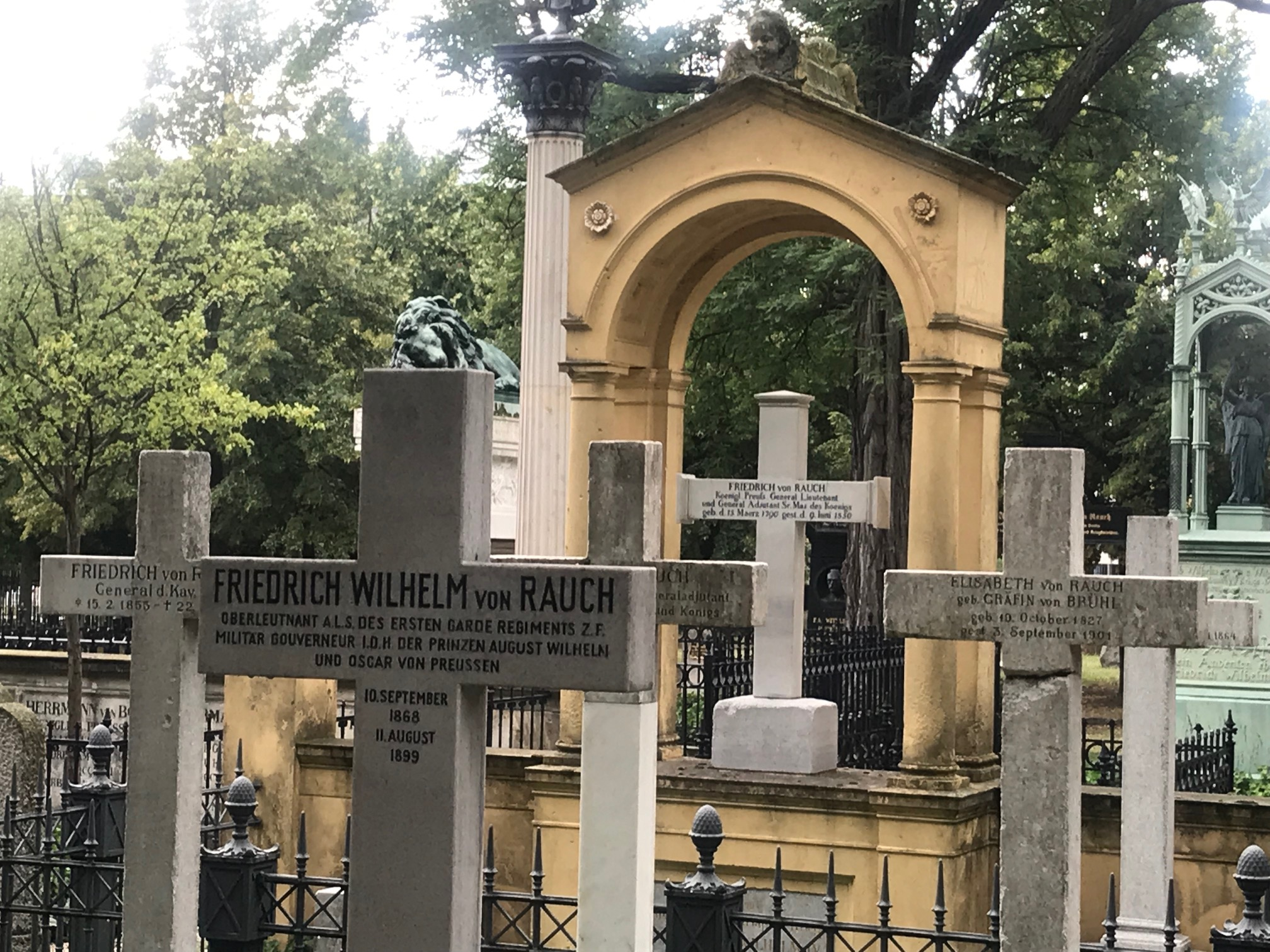
Grabkreuz für Generalleutnant Friedrich Wilhelm von Rauch – hinten unter Ädikula (2019)
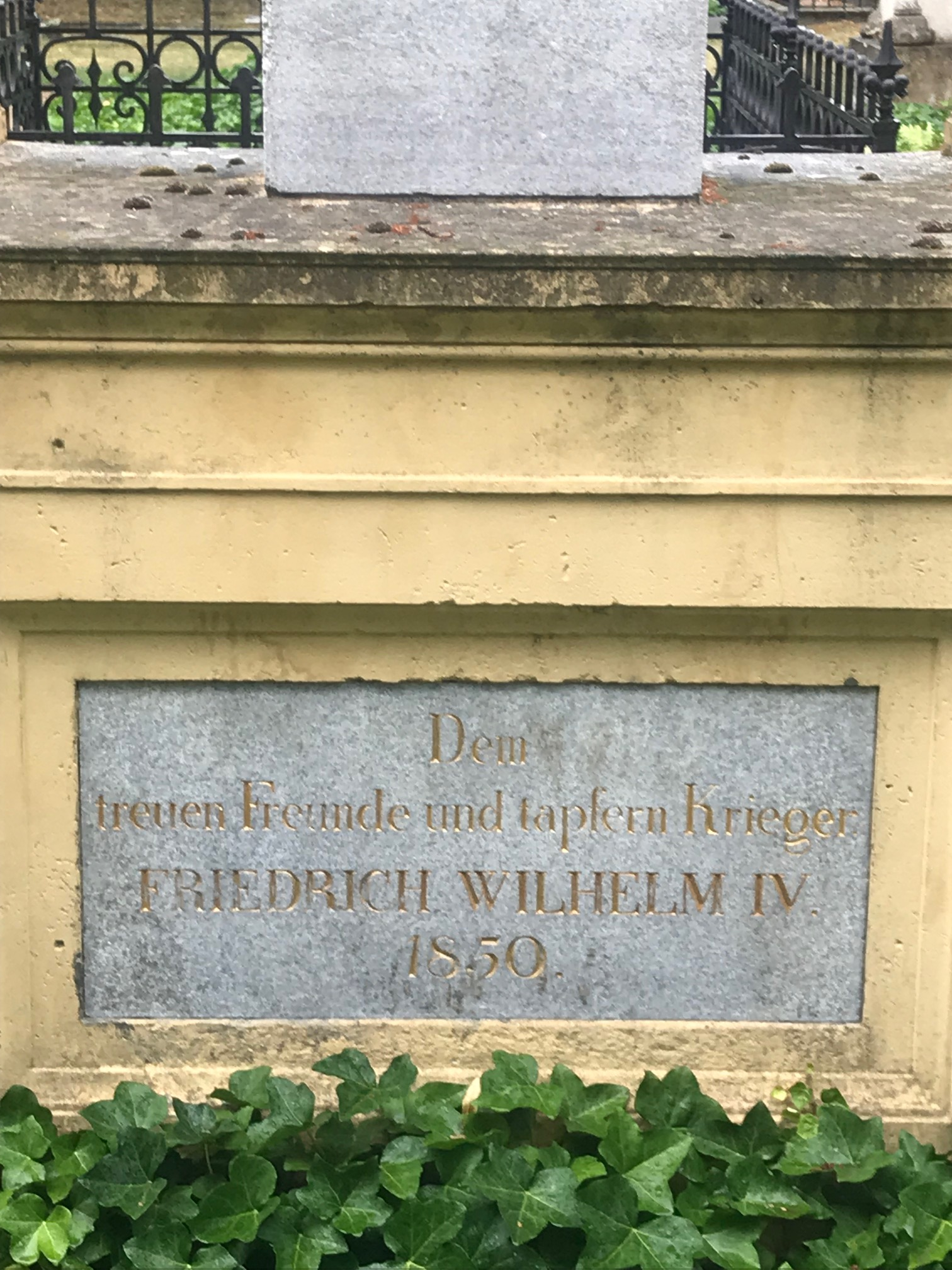
Grabmonument Generalleutnant Friedrich Wilhelm von Rauchs mit Widmungstafel König Friedrich Wilhelms IV. von Preußen (2019)
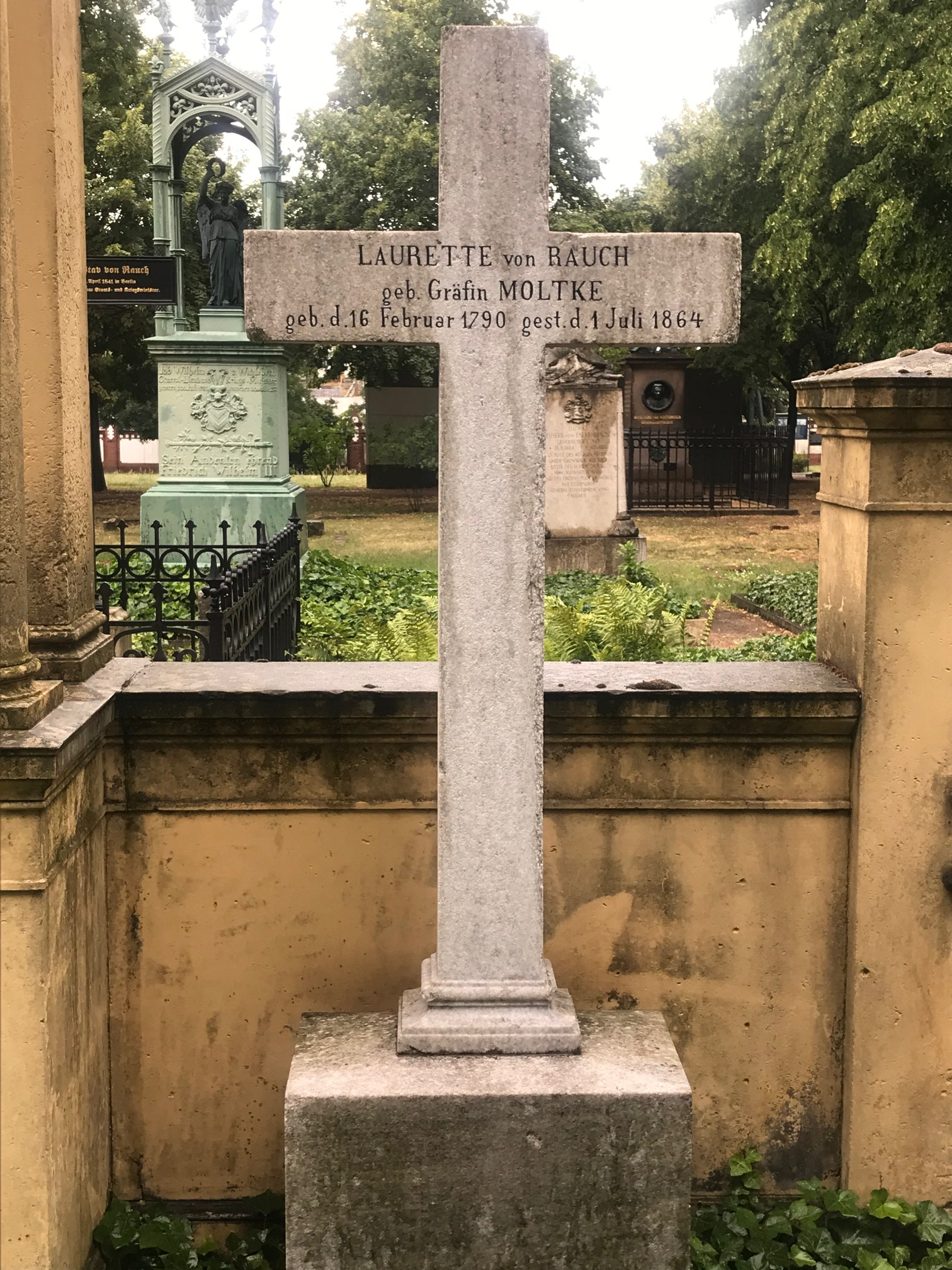
Grabkreuz für seine Ehefrau Laurette von Rauch, geborene Gräfin von Moltke (2019)
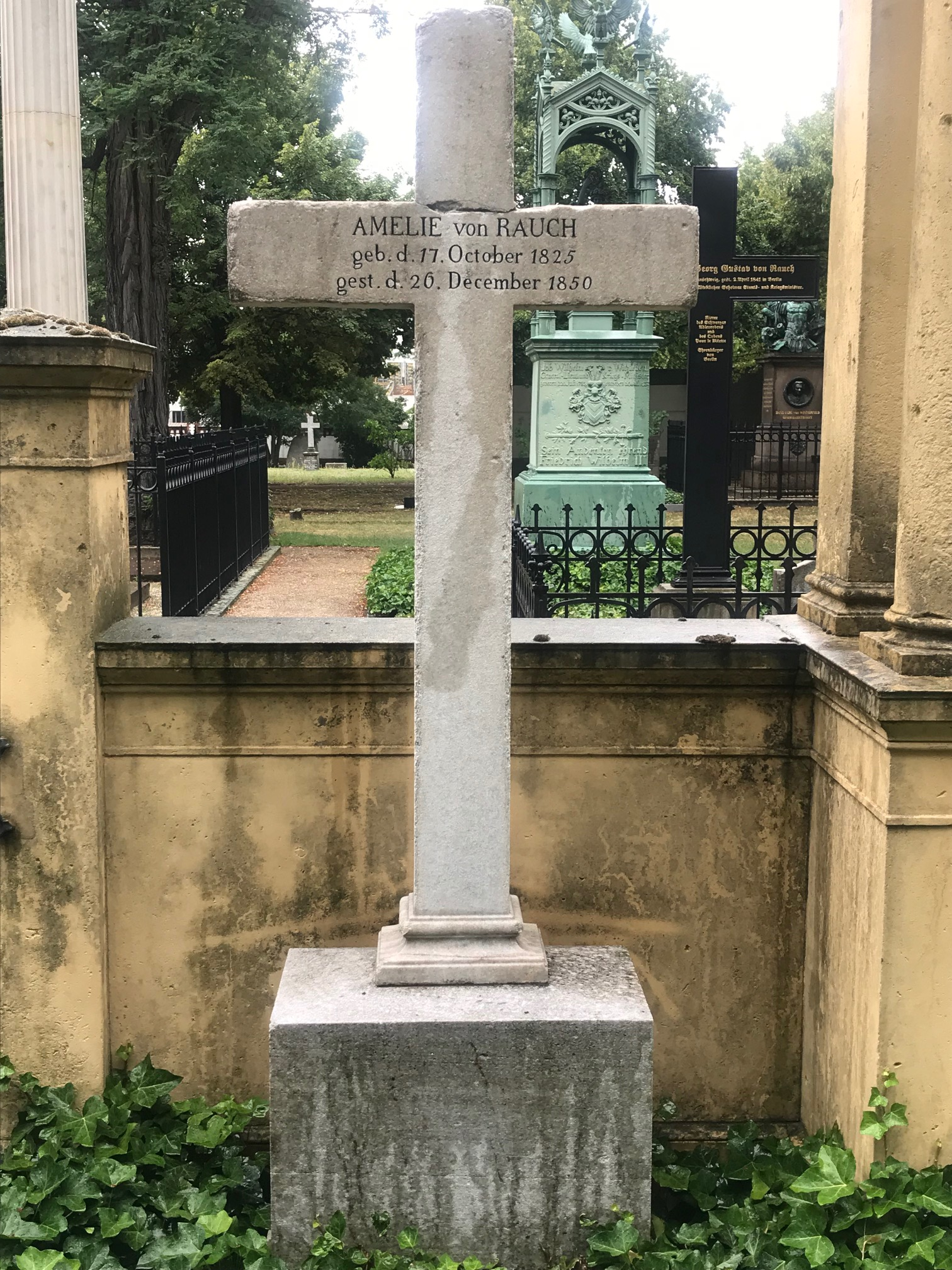
Grabkreuz für seine Tochter Amélie von Rauch (2019)
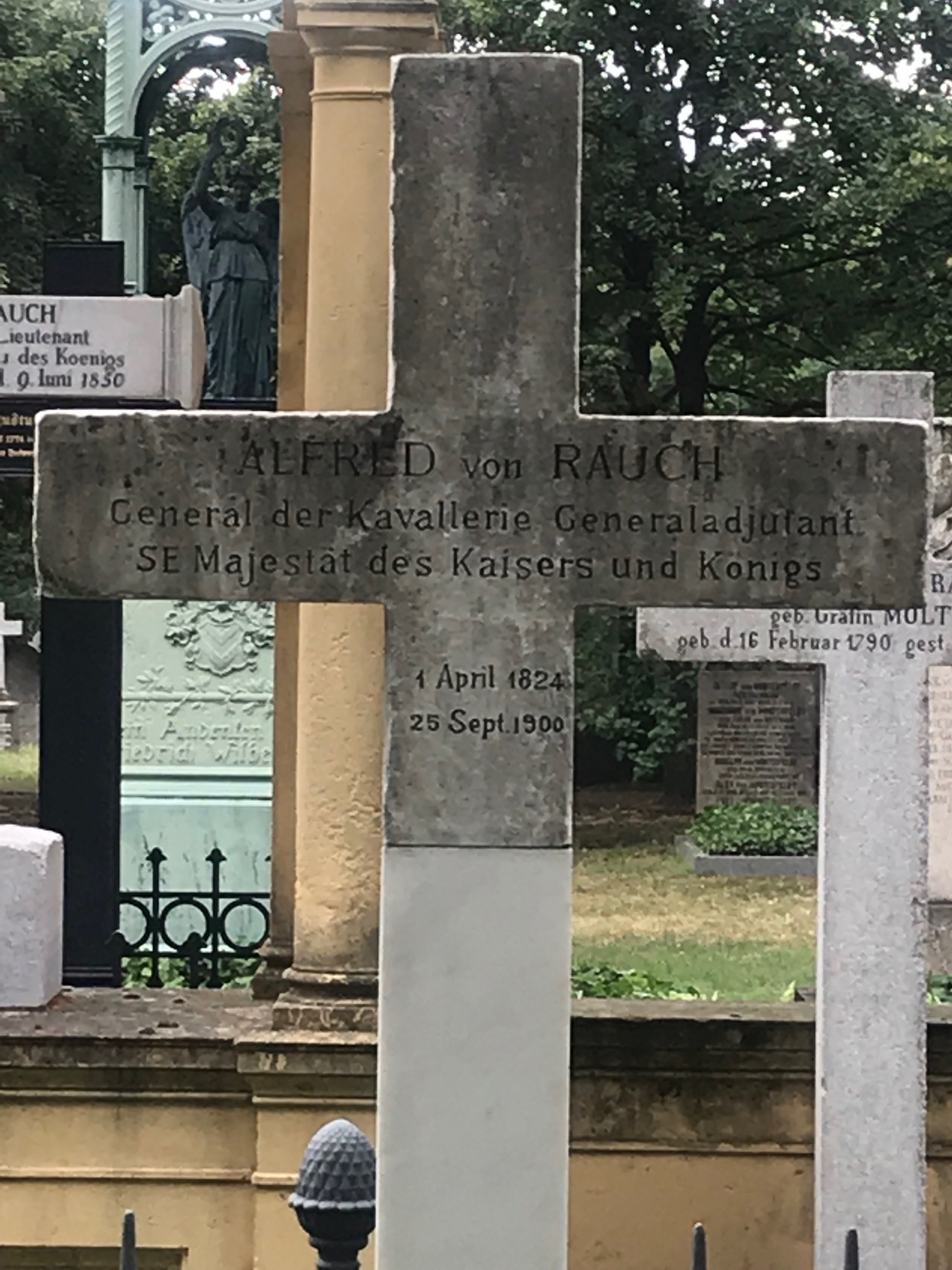
Grabkreuz für seinen Sohn General der Kavallerie Alfred Bonaventura von Rauch (2019)
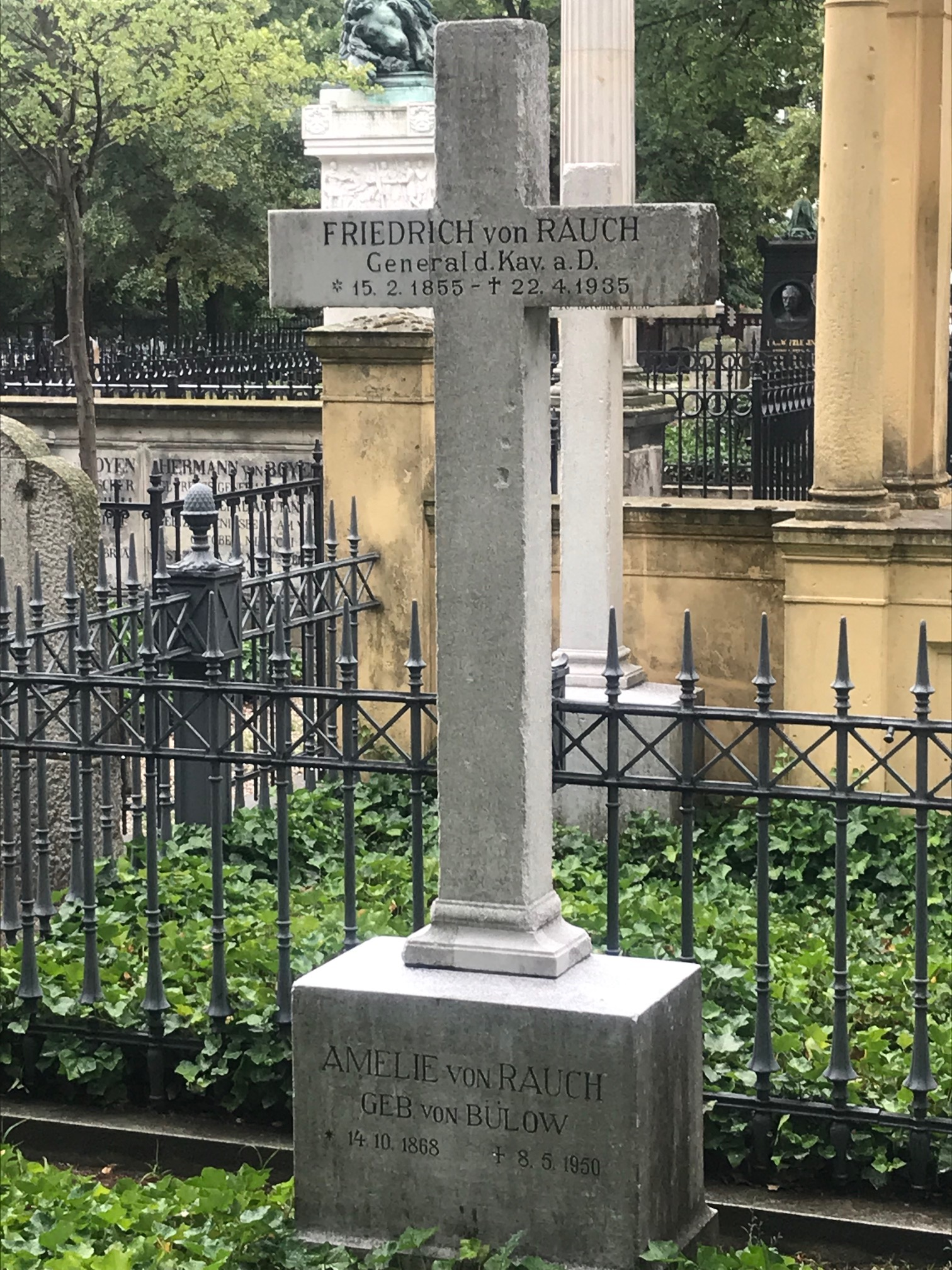
Grabkreuz für seinen Enkel General der Kavallerie Friedrich von Rauch und dessen Ehefrau Amélie geb. von Bülow-Gudow (2019)

Rauchs Grab wurde in den folgenden hundert Jahren für vier Generationen zum Erbbegräbnis der Familie von Rauch. Neben ihm wurden dort später seine Ehefrau Laurette geborene Reichsgräfin von Moltke, seine Tochter Amélie und sein Sohn General der Kavallerie Alfred Bonaventura von Rauch mit dessen Ehefrau Elisabeth geborene Gräfin von Brühl beigesetzt, später auch sein Enkel General der Kavallerie Friedrich von Rauch und als letzte Bestattung 1950 dessen Ehefrau Amélie, geborene von Bülow. Ebenso wurden im Rauchschen Erbbegräbnis Nachkommen seines Bruders Gustav bestattet, darunter der General der Kavallerie Gustav Waldemar von Rauch und der mit ihm gleichnamige Militärgouverneur bzw. Prinzenerzieher Friedrich Wilhelm von Rauch.
Die auf Friedrich Wilhelm von Rauch zurückgehende Familiengrabanlage, nur wenige Meter von der einstigen Berliner Mauer entfernt, konnte nach der deutschen Wiedervereinigung in den 1990er Jahren durch die Gartendenkmalpflege des Landesdenkmalamtes Berlin restauriert werden. Die Restaurierung förderten der Bund, die Stiftung Deutsche Klassenlotterie Berlin und der Förderverein Invalidenfriedhof e. V.